# Igreja do Divino Espírito Santo (Recife)
A Igreja do Divino Espírito Santo do Recife, consagrada a Nossa Senhora do Ó (por isso também denominada Igreja de Nossa Senhora do Ó), anteriormente do Colégio Jesuítico do Recife, construído entre 1686 e 1690 sobre a Igreja Calvinista dos Franceses do Recife (erigida em 1642), é hoje um templo católico pertencente à Venerável Irmandade do Divino Espírito Santo do Recife, situado no Parque Dezessete da Ilha de Antônio Vaz, no atual Bairro de Santo Antônio do Recife, no litoral do estado de Pernambuco, no Brasil.

## História
A Igreja do Divino Espírito Santo foi construída sobre a igreja calvinista dos franceses, erigida em 1642, e que existiu até 1654. Construída na Cidade Maurícia em ação conjunta do Conde Maurício de Nassau e do Conselho dos XIX (da Companhia das Índias Ocidentais), a pedido dos reverendos franceses La Riviere e Auton, a igreja calvinista dos franceses foi representada sob a letra F na gravura Boa Vista, de Frans Post (c. 1647), como "Templum Gallicum" (Templo Francês), imagem na qual também é possível observar o adro calvinista de frente para as águas e para o trânsito de embarcações dos rios Cabibaribe e Beberibe.

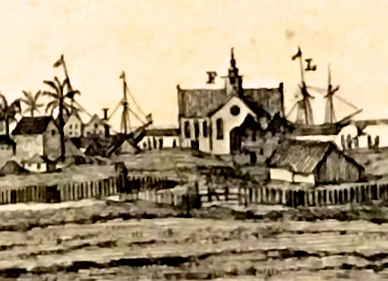
Igreja calvinista dos franceses do Recife vista do continente, representada sob a letra F na gravura Boa Vista, de Frans Post (c. 1647), como "Templum Gallicum".

Após a Insurreição Pernambucana, em 1654, os padres da Companhia de Jesus de Olinda solicitaram ao Rei de Portugal a instalação de um colégio no Recife. As instalações, doadas pelo mestre de campo Francisco Barreto em 1655, compreendiam “duas moradas de caza [sic] de sobrado, fabricadas por Flamengos com suas lojas e da igreja dos franceses que os mesmos flamengos tinham feito por detraz daquellas cazas [sic]”.

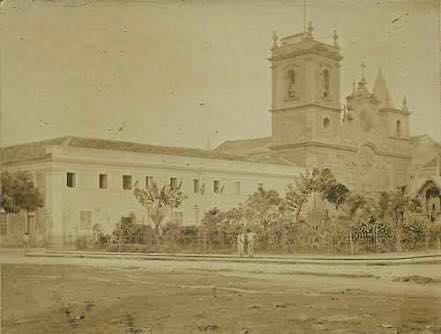
Antigo Colégio dos Jesuítas do Recife, a partir de 1855 convertido na Igreja do Divino Espírito Santo.

O Padre Gonçalo do Couto entregou a obra ao arquiteto português Antonio Fernandes de Matos, que lançou a pedra fundamental da Igreja a 18 de dezembro de 1686, dia de Nossa Senhora do Ó, a quem foi consagrada: "[...] teve início a partir da sacristia com as capelas e a nave central. Além da capela-mor, havia quatro laterais, duas no cruzeiro e duas no corpo da igreja, possuindo o templo 60 palmos de largura por 120 palmos de comprimento. A fachada da igreja dos jesuítas era diversa da de hoje, avançada em relação às torres, formando assim um pórtico, ou nártex, [...]" (SILVA, 2002).
A inauguração deu-se em 17 de dezembro de 1690 e o complexo funcionou como Colégio Jesuítico do Recife até 1759, quando o o Marquês do Pombal efetuou a expulsão dos Jesuítas de Portugal e de suas colônias. A partir dessa data, a Igreja e o Colégio passaram a ter vários usos, entre eles como palácio para "[...] Tribunal de Relação, Sala de Audiências; Repartição de Vacina; Faculdade de Direito; Correios; depósito do Arsenal de Guerra e até Teatro da Sociedade Dramática Natalense, servindo de palco a própria capela-mor [...]; e, em 1816, o Colégio dos Jesuítas, depois de saqueado, serviu para nele guardarem, por algum tempo, um imenso elefante [...]" (PIO, 1960, p. 24).
O colégio jesuítico foi construído em quadra, com a igreja no ângulo direito. Um desenho de André de Campos de Alvarenga, que reconstituiu a imagem original da fachada da igreja e do Colégio Jesuítico, foi publicado por Anna Maria Fausto Monteiro de Camargo, que estudou a configuração que teve o complexo nos séculos XVII a XIX. Em 30 de outubro de 1823, no entanto, o Governo de Pernambuco determinou a demolição do pórtico e recuo da fachada, para aumentar o tamanho do pátio do colégio (atual Parque Dezessete), ação comprovada por escavação do IPHAN, que em 1977 encontrou os antigos alicerces jesuíticos.

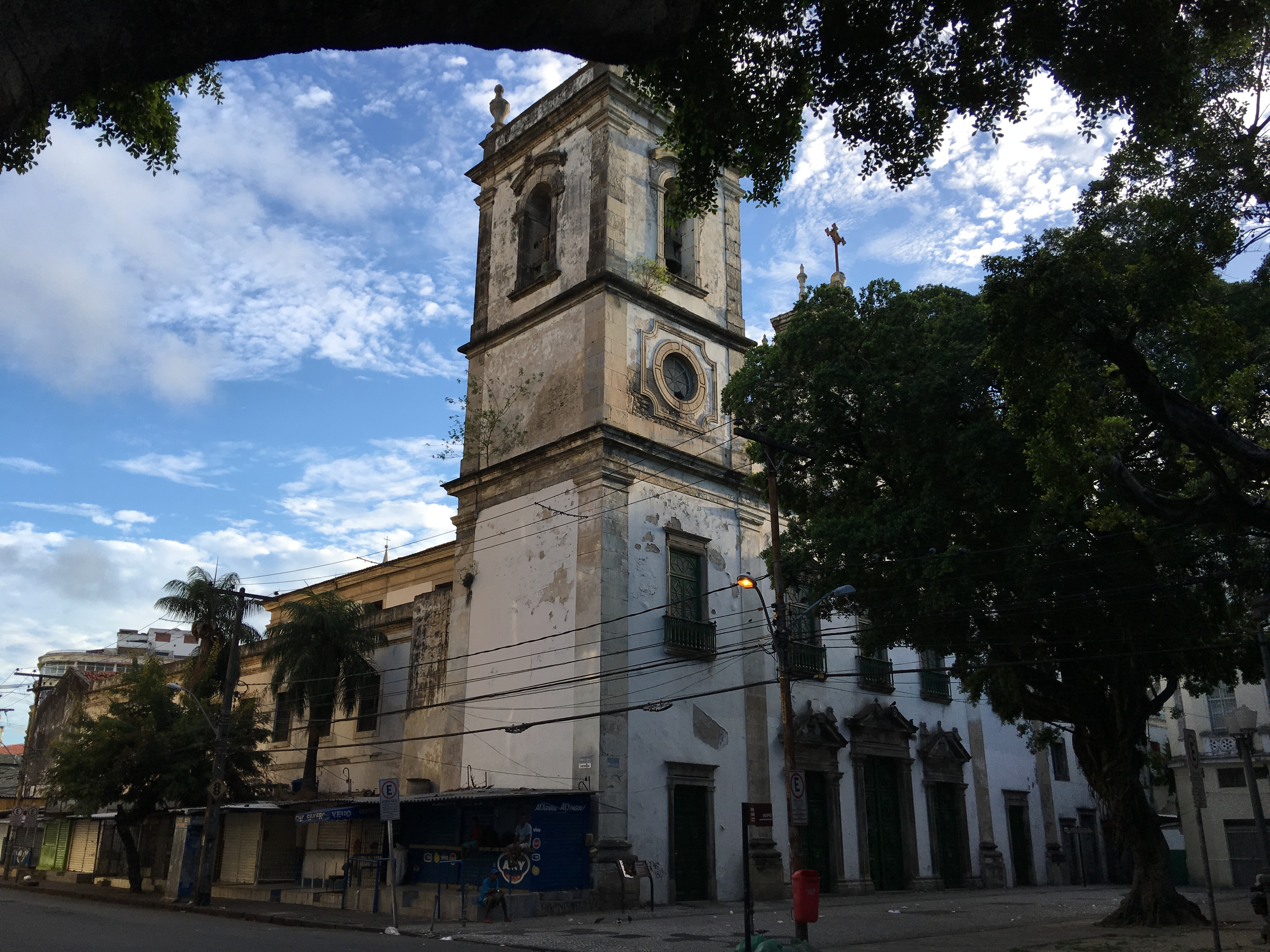
Lateral da Igreja do Divino Espírito Santo, tomada da Rua do Imperador Pedro II.

Devido aos seus múltiplos usos pelo Governo de Pernambuco, o Colégio Jesuítico chegou arruinado à década de 1850. Por tal razão, a Irmandade do Divino Espírito Santo recebeu o Colégio Jesuítico do presidente da província de Pernambuco, José Bento da Cunha e Figueiredo, em 27 de julho de 1855, com a condição de restaurar a egreja e receber, no segundo andar do Colégio, a cadeia e o Tribunal da Relação. Após as primeiras obras, em 8 de setembro de 1855, “transladou a Irmandade do Divino Espírito Santo da Igreja da Conceição dos Militares para a sua própria, o seu divino padroeiro, em solene procissão, conduzido o S.S. (Santíssimo) sob o palio e exposto no trono do Espírito Santo durante o Te Deum, ao recolher da procissão” (PIO, 1960, p. 33).
Segundo Virgínia Barbosa, a Igreja do Divino Espírito Santo testemunhou fatos marcantes da história do Recife, entre eles "a visita do Imperador Dom Pedro II (1859); a procissão de penitência durante a epidemia de peste (1860); a festa abolicionista, com celebração de missa, promovida pela Sociedade Patriótica Bahiana Dous de Julho, em 2 de julho de 1870; a recepção a Bispos; e a cerimônia fúnebre de Joaquim Nabuco, em 18 de abril de 1910".
Até a entrada do século XX, ainda existia a metade esquerda do Colégio Jesuítico (que se observa nas fotografias do período), demolida para o prolongamento da Rua do Imperador Pedro II, que marca o atual limite da igreja. Os cômodos frontais a essa rua estão alugados para o comércio local.

## Praça Dezessete

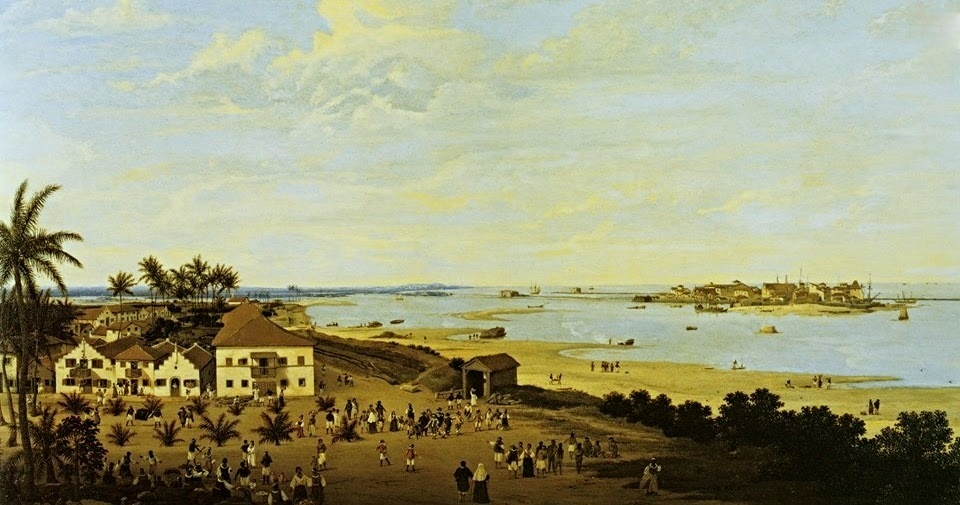
Pátio calvinista da igreja dos franceses, imagem tomada do alto da igreja, por Frans Post (década de 1640).

A atual Praça Dezessete (ou Parque Dezessete), também denominada Praça 17, cujo nome é homenagem à Revolução Republicana de 1817, foi originalmente construída como pátio calvinista da igreja dos franceses. Esse espaço figura em vários mapas e gravuras do século XVIII, especialmente na que foi tomada do alto da própria igreja, por Frans Post, na qual observa-se a ausência da rua hoje denominada Rua do Imperador Pedro II, na época constituída por praias e restingas à beira da foz dos rios Capibaribe e Beberibe. Interessante nessa mesma imagem de Frans Post, é a existência de um portão junto à praia, no mesmo ponto em que hoje está situado o Cais do Imperador, o que demonstra que esse local era usado como embarcadouro desde o século XVII.

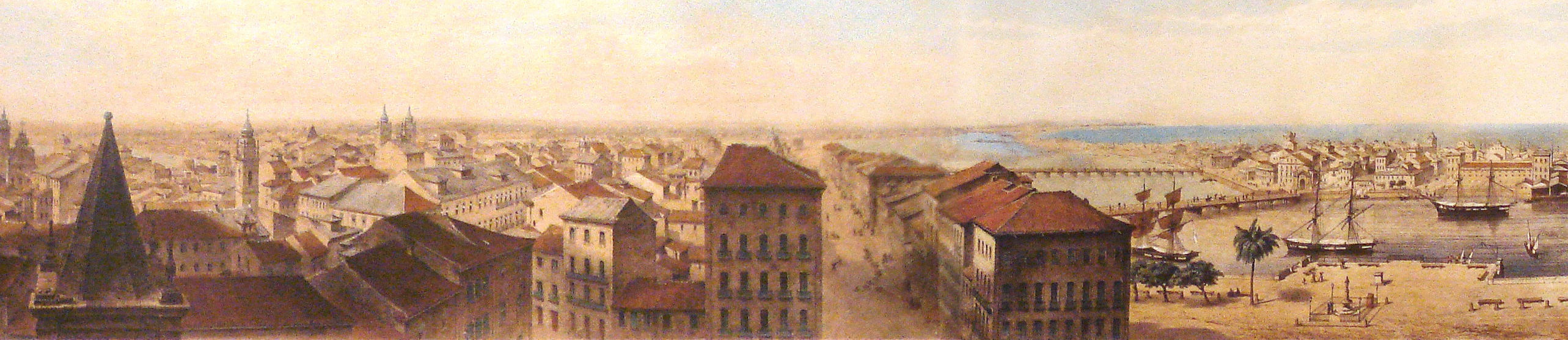
Cais do Colégio (à direita) em 1855, por Friedrich Hagedorn.

A partir de 1686, com o início da construção do Colégio dos Jesuítas, esse espaço foi denominado Pátio do Colégio. Após a construção do Cais às margens do Rio Capibaribe, em 1839, pelo engenheiro francês Júlio Boyer, o antigo Pátio do Colégio passou a ser conhecido como Cais do Colégio, tendo recebido, em 1846, um chafariz de mármore fabricado por italianos de Gênova, com a escultura de uma índia representando a nação brasileira, período no qual o espaço foi ajardinado.

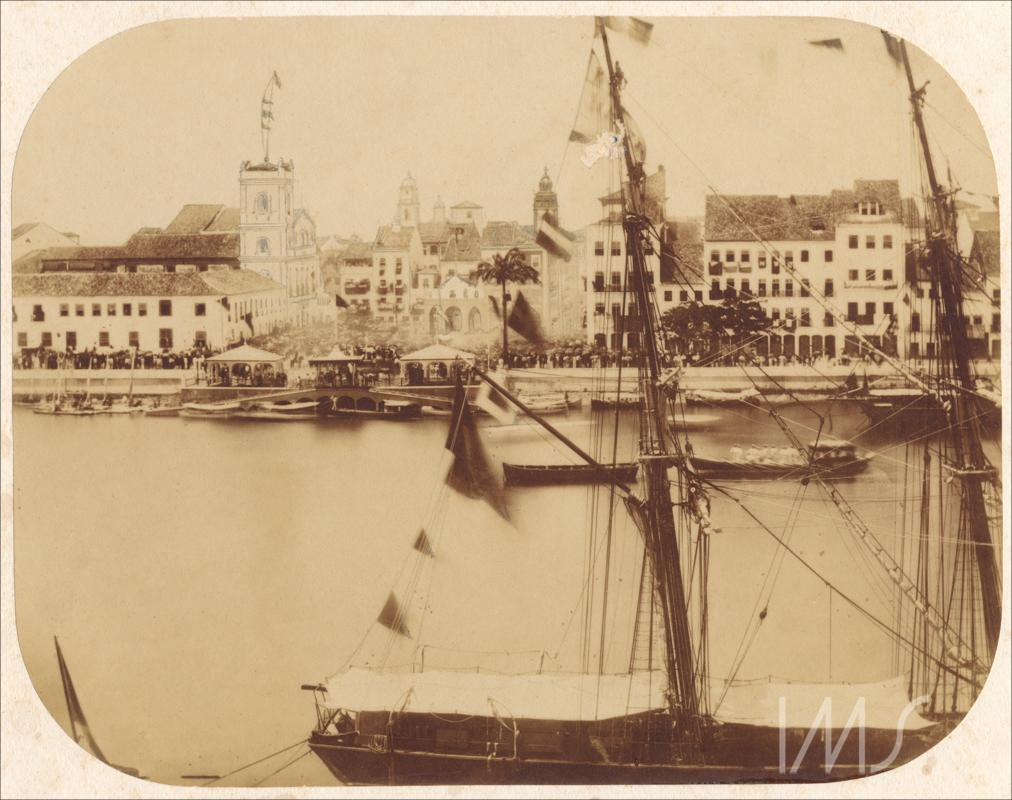
Cais do Imperador, Igreja e Largo do Espírito Santo, em fotografia tomada da região da Alfândega, no desembarque da Família Imperial, em 22 de novembro de 1859.

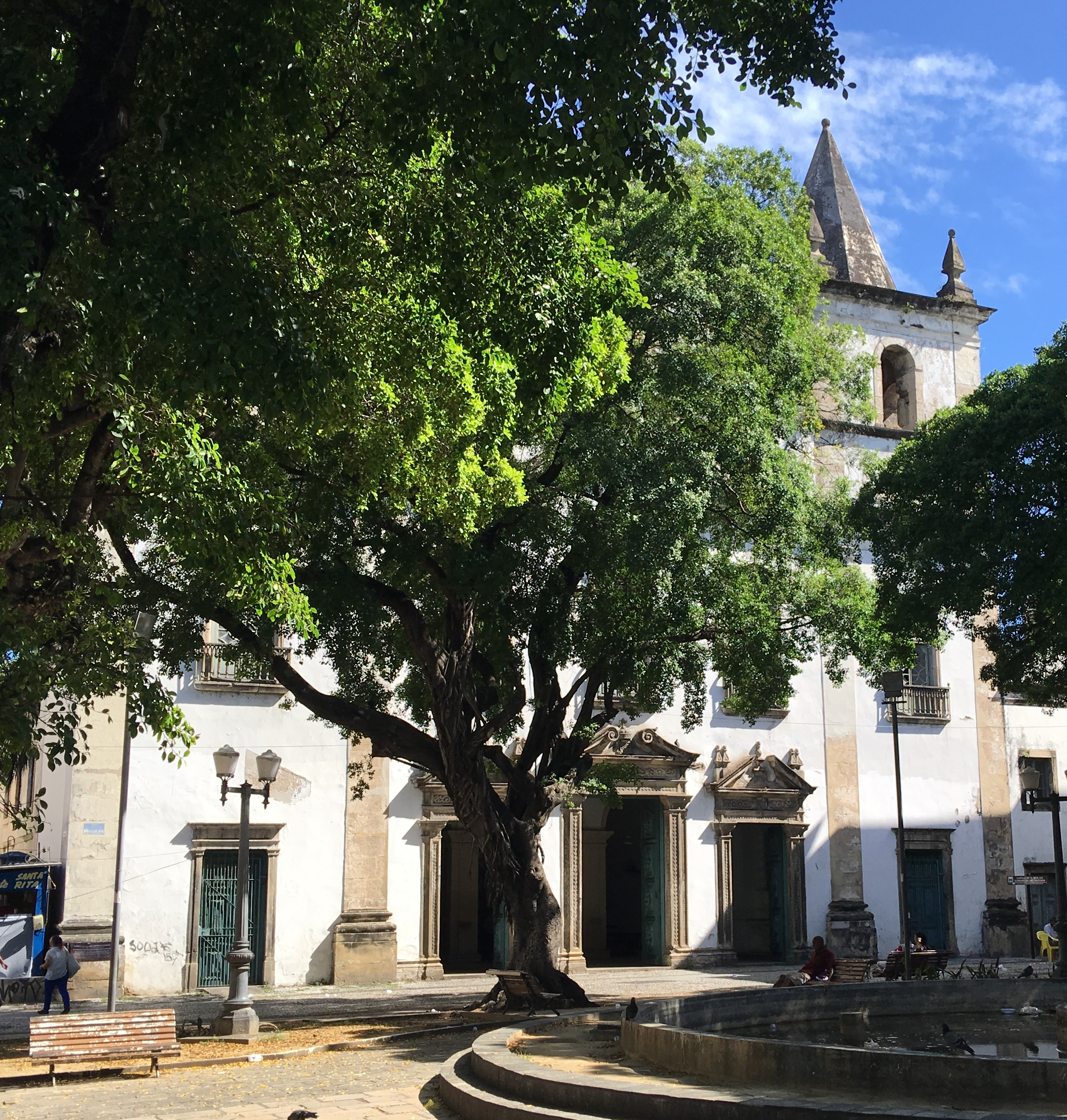
A Igreja do Divino Espírito Santo e a Praça Dezessete.

Após o recebimento da igreja pela Venerável Irmandade do Divino Espírito Santo do Recife em 1855, o espaço passou a ser chamado Largo do Espírito Santo. No conhecido Panorama do Recife em 1855 por Friedrich Hagedorn, tomado do alto da igreja (provavelmente do topo da torre direita, pois a torre esquerda foi representada na imagem), não foi pintado o Largo do Espírito Santo, porém observa-se a rua hoje denominada Rua do Imperador Pedro II e, à direita, o Cais do Colégio. Foi por esse cais que D. Pedro II e sua comitiva desembarcou no Recife em 22 de novembro de 1859, ocasião na qual esse atracadouro passou a ser conhecido como Cais do Imperador e o antigo Largo do Espírito Santo como Praça Dom Pedro II.
Em 1927 foi erguido, no trecho da Praça Dezessete situado entre a Rua do Imperador Pedro II e a Avenida Martins de Barros, um monumento em homenagem aos aviadores Gago Coutinho e Sacadura Cabral, comemorativo à sua Primeira travessia aérea do Atlântico Sul, em 1922.
No século XX, após a demolição do antigo Colégio Jesuítico e o prolongamento da Rua do Imperador Pedro II, o conjunto constituído pelo Cais e pela Praça, consolidaram-se como espaço público único, denominado Praça Dezessete, remodelada na década de 1930, quando, recebeu, em 1936, os jardins distribuído em seis quadras pelo paisagista Roberto Burle Marx. A abertura da Avenida Martins de Barros, no entanto, separou o cais da praça e, atualmente, o Cais do Imperador não tem mais a função de atracadouro, servindo como café e espaço de convivência.
Pelas edificações vizinhas, a Praça Dezessete está relacionada tanto à Igreja do Divino Espírito Santo quanto ao Cais do Imperador e ao antigo Grande Hotel e Cassino (construído em 1938), hoje Fórum Tomaz de Aquino. O Decreto Municipal nº 29.537, de 23 de março de 2016, reconheceu a Praça Dezessete como um dos 15 “Jardins Históricos de Burle Marx” da cidade do Recife. Em 2011 a Praça Dezessete foi revitalizada pela Prefeitura do Recife, porém em 2015 já se encontrava novamente degradada.